# Acer (gen)
Acer L. este un gen de plante din familia Aceraceae, originar din Europa, Asia, America de Nord și Africa de Nord. Cuprinde circa 120 specii de arbori, mai rar arbuști.

## Specii din România
În România vegetează 5 specii spontane și  3 specii cultivate ca plante ornamentale:
- Acer campestre = Jugastru
- Acer ginnala = Arțar de Manciuria, cultivat
- Acer monspessulanum = Jugastrul de Banat, un arbore mediteranean
- Acer negundo = Arțar american, cultivat
- Acer platanoides = Arțar, Paltin de câmp
- Acer pseudoplatanus = Paltin, Paltin de munte
- Acer saccharinum = Paltin argintiu, cultivat
- Acer tataricum = Arțar tătărăsc, Gladiș

## Specii
A. acuminatolobum - A. amplum - 
- A. argutum - A. barbatum
- A. barbinerve - A. buergerianum
- A. caesium - A. calcaratum
- A. campbellii - A. campestre
- A. capillipes - A. cappadocicum
- A. carpinifolium - A. caudatum -
- A. circinatum - A. cissifolium -
- A. coriaceifolium - A. crataegifolium -
- A. davidii - A. diabolicum -
- A. distylum - A. elegantulum -
- A. fabri - A. flabellatum -
- A. forrestii - A. ginnala -
- A. giraldii - A. glabrum -
- A. grandidentatum - A. griseum -
- A. grosseri - A. heldreichii -
- A. henryi - A. hersii -
- A. hyrcanum - A. japonicum -
- A. laevigatum - A. laurinum - A. laxiflorum - A. leucoderme - A. lobelii - A. longipes - A. macrophyllum - A. mandshuricum - A. maximowiczianum - A. maximowiczii - A. micranthum - A. miyabei - A. mono - A. monspessulanum - A. negundo - A. nigrum - A. oblongum - A. obtusatum - A. obtusifolium - A. oliverianum - A. opalus - A. palmatum - A. paxii - A. pectinatum - A. pensylvanicum - A. pentaphyllum - A. platanoides - A. pseudoplatanus - A. pseudosieboldianum - A. pycnanthum - A. robustum - A. rotundilobum - A. rubescens - A. rubrum - A. rufinerve  - A. saccharinum - A. saccharum - A. sempervirens - A. shirasawanum - A. sieboldianum - A. sikkimense - A. sinense - A. skutchii - A. spicatum - A. stachyophyllum - A. sterculiaceum - A. syriacum - A. tataricum - A. tegmentosum - A. tonkinense - A. trautvetteri - A. triflorum - A. truncatum - A. tschonoski - A. tsinglingensis  - A. turkestanicum - A. ukurunduense - A. velutinum - A. wilsonii - A. yangbiense - A. zoeschense - A. ×freemanii

## Imagini

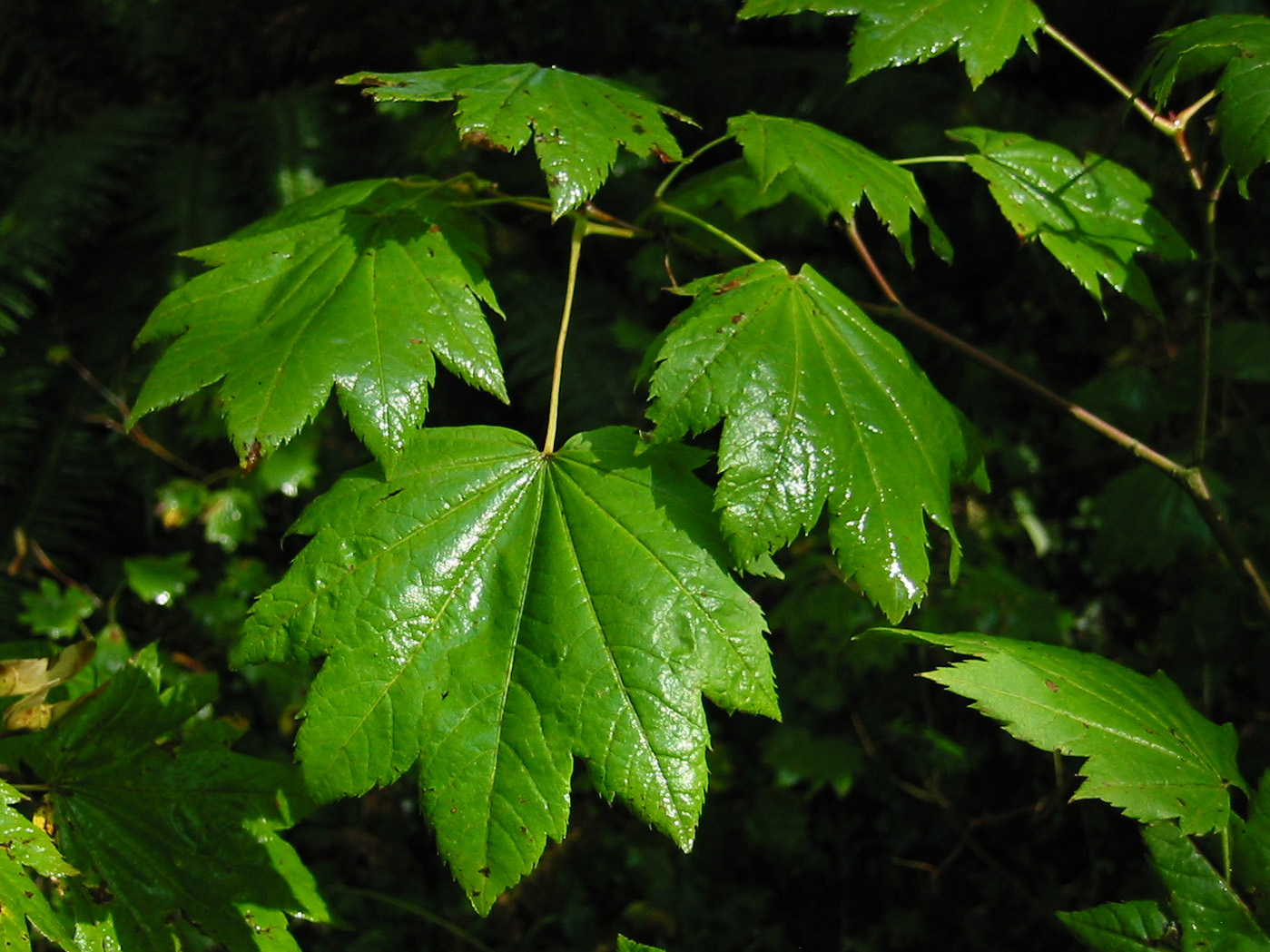
Acer circinatum (Vine Maple) leaves showing the palmate veining typical of most species
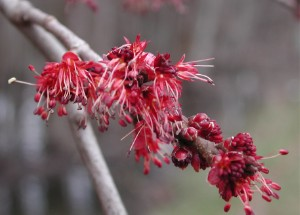
Acer rubrum (Red Maple) flowers
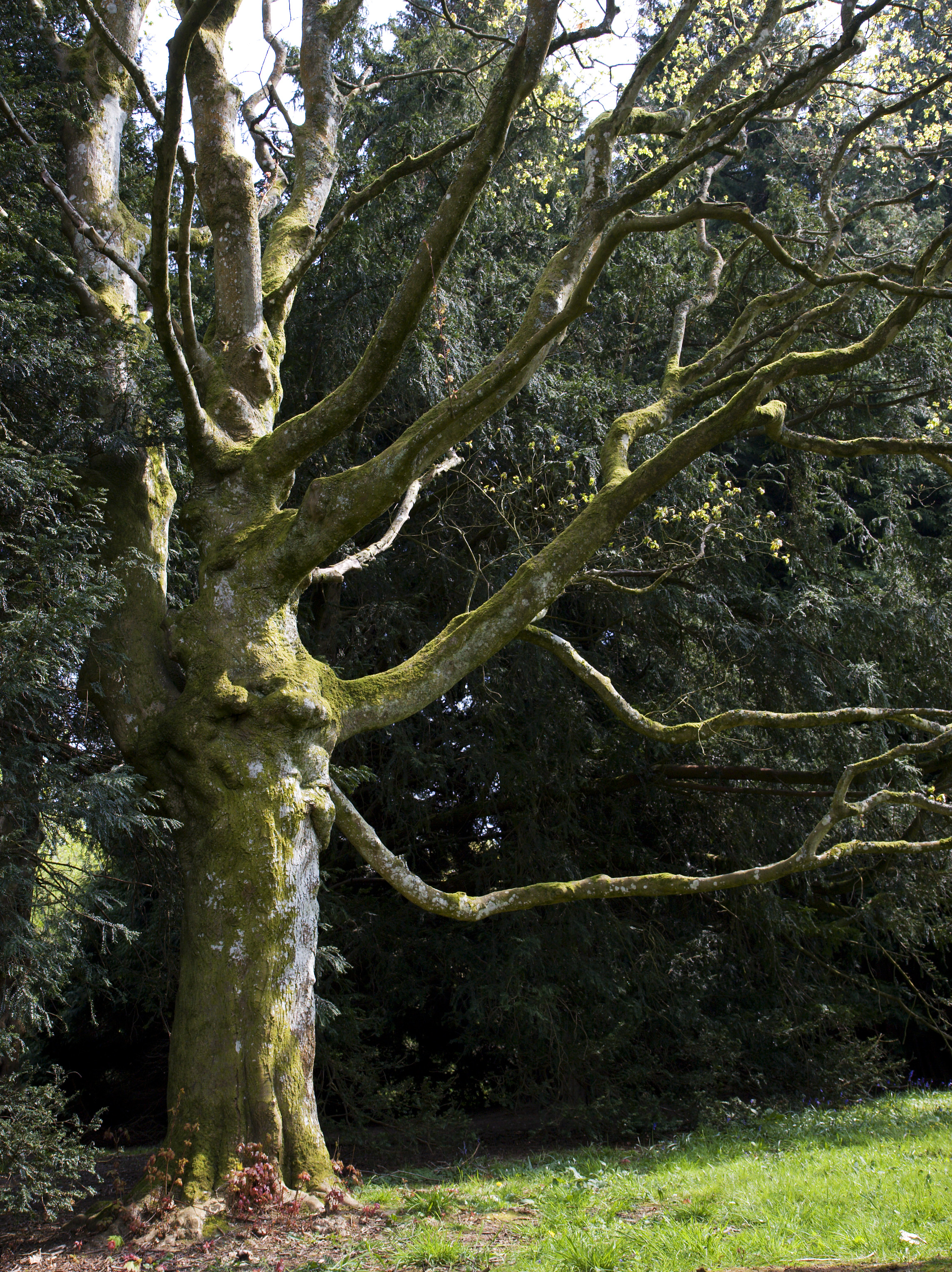
Acer cappadocicum (Cappadocian Maple)
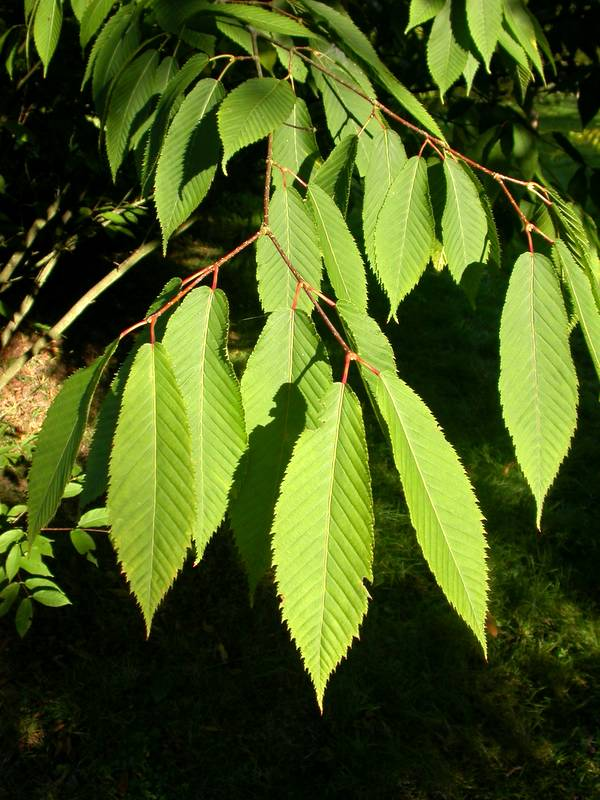
Acer carpinifolium leaves
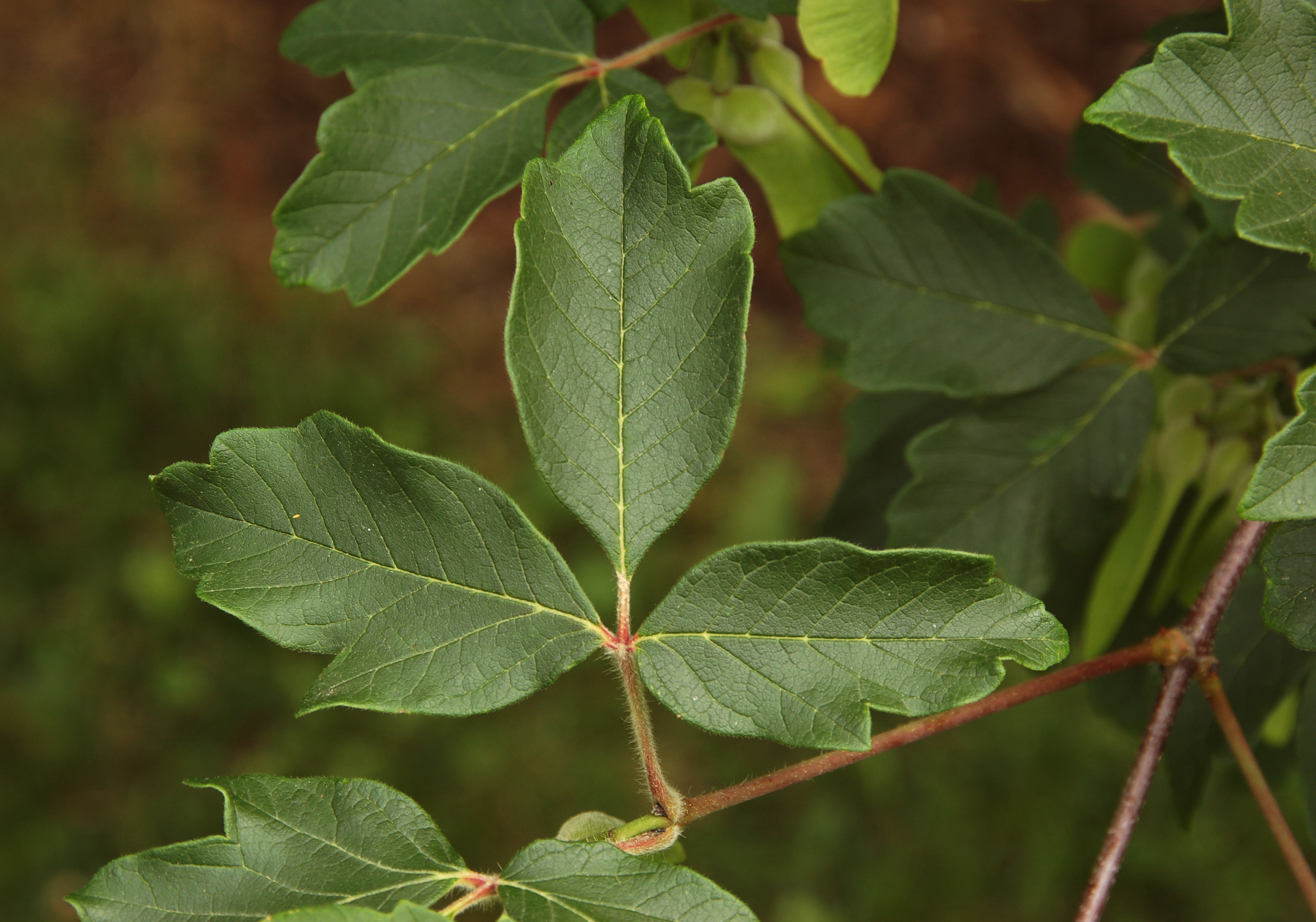
Acer griseum compound (trifoliate) leaf
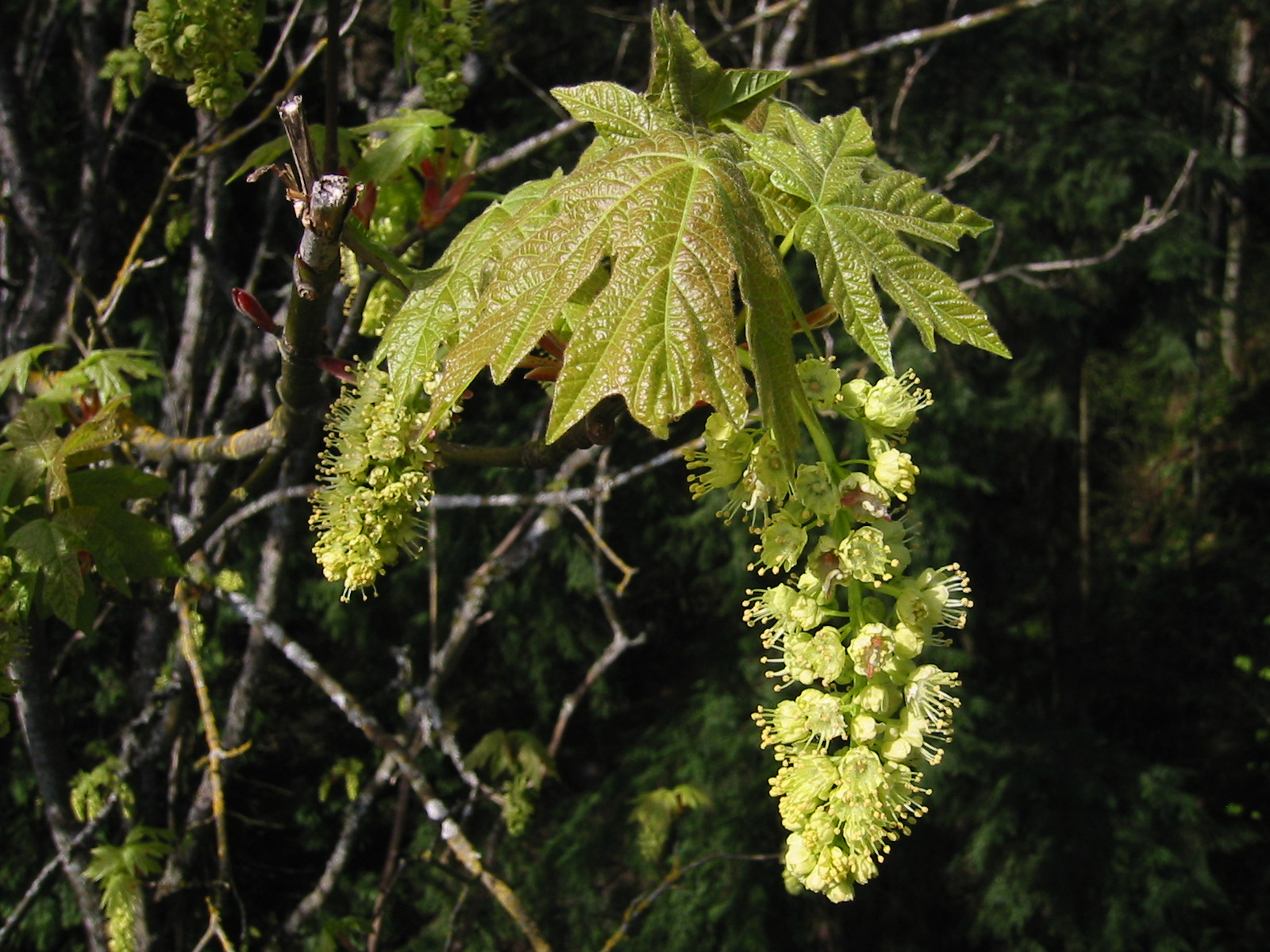
Acer macrophyllum flowers and young leaves
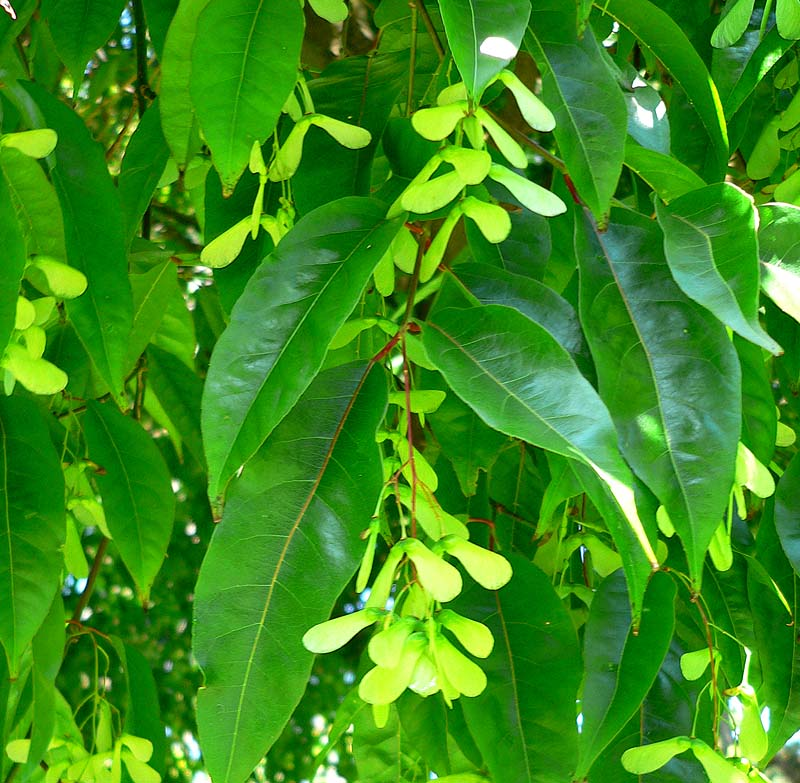
Acer laevigatum leaves and fruit
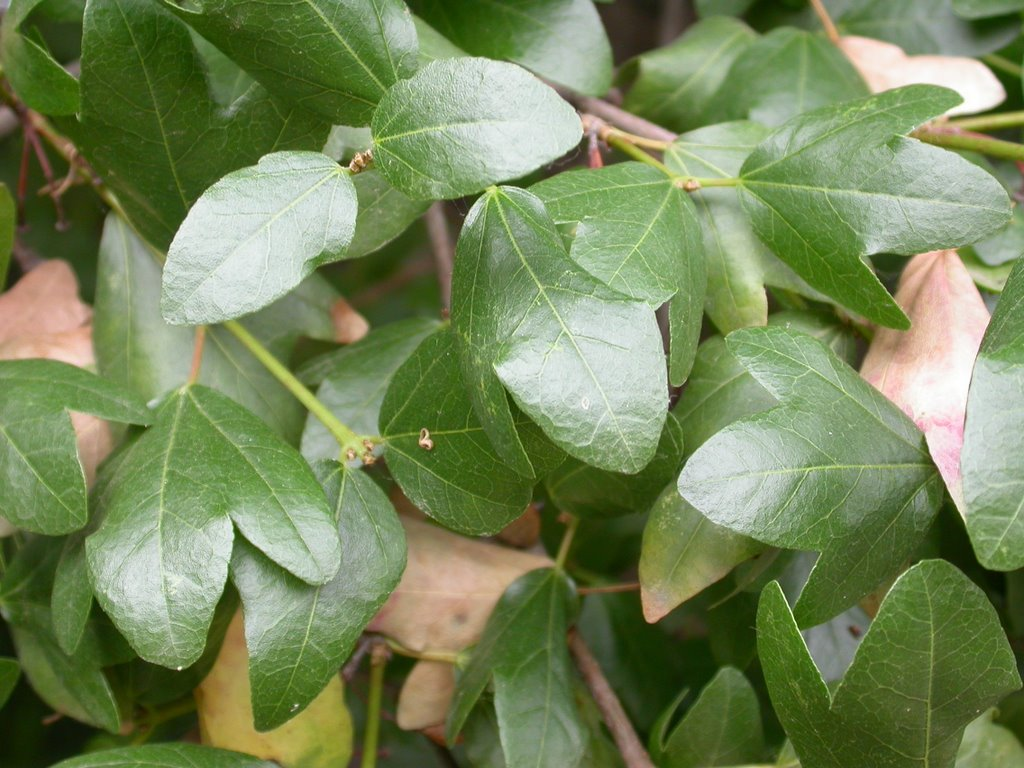
Acer sempervirens foliage
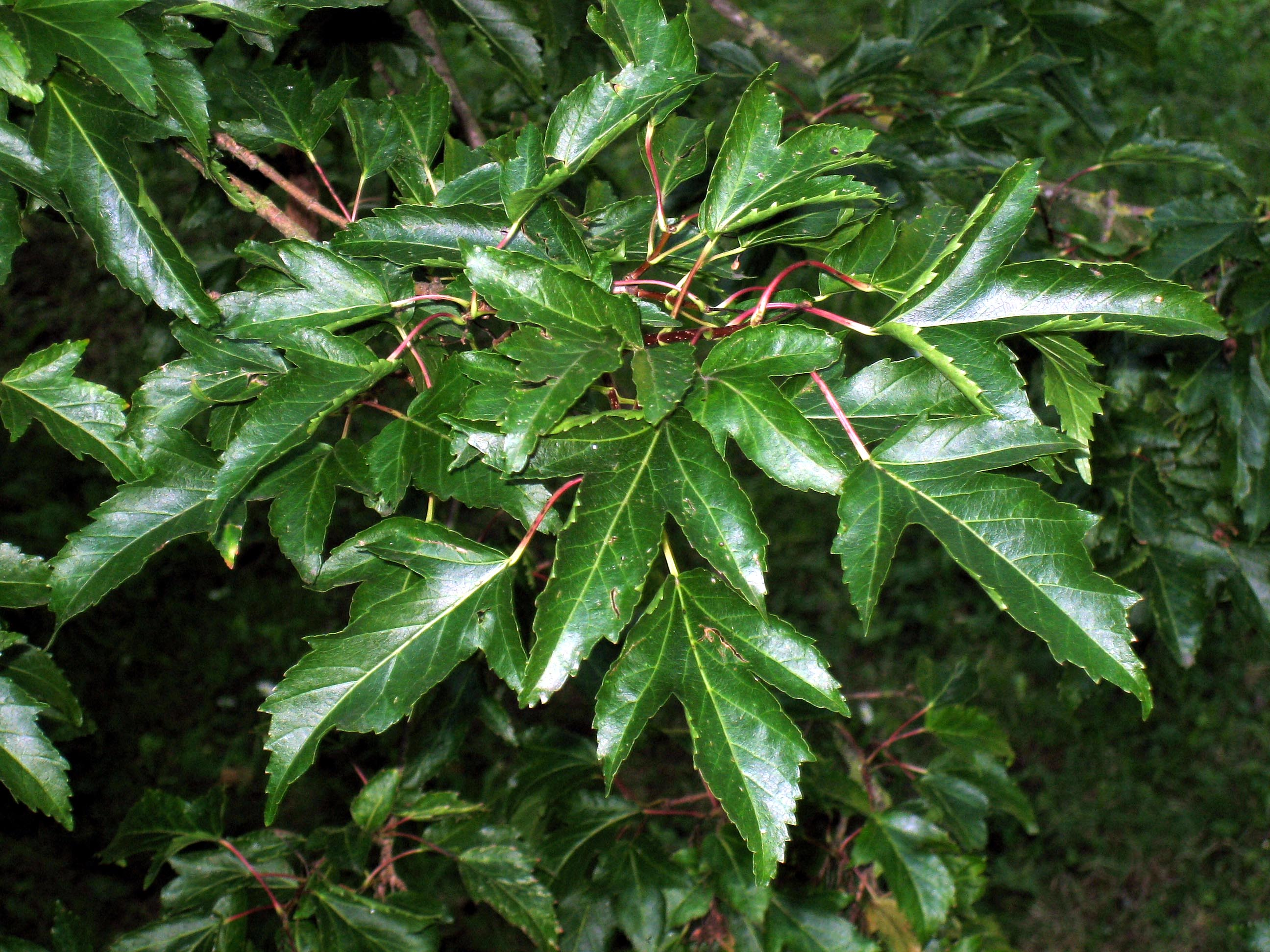
Acer ginnala foliage
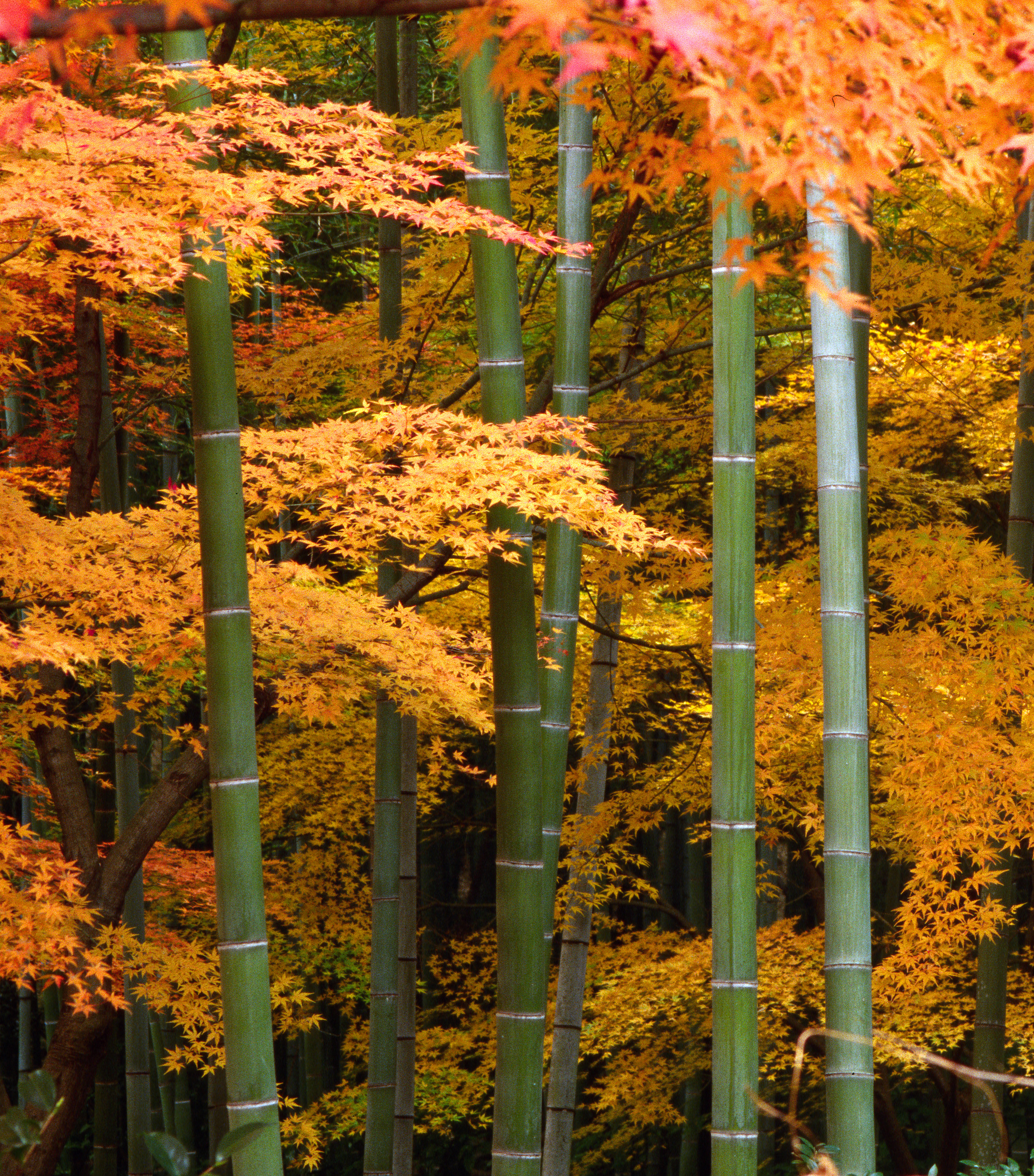
Acer palmatum trees and bamboo in Japan
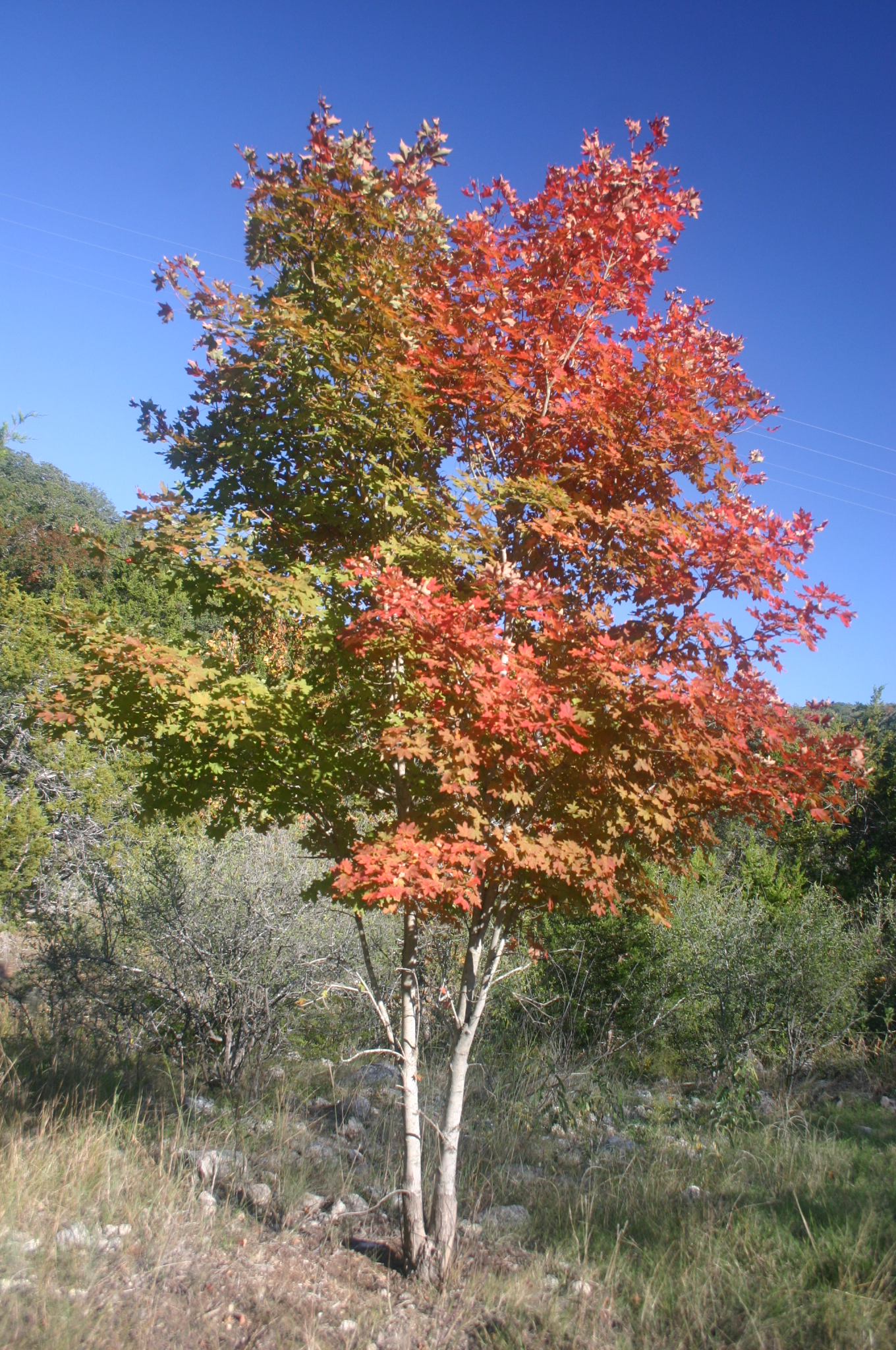
Acer grandidentatum in autumn colour
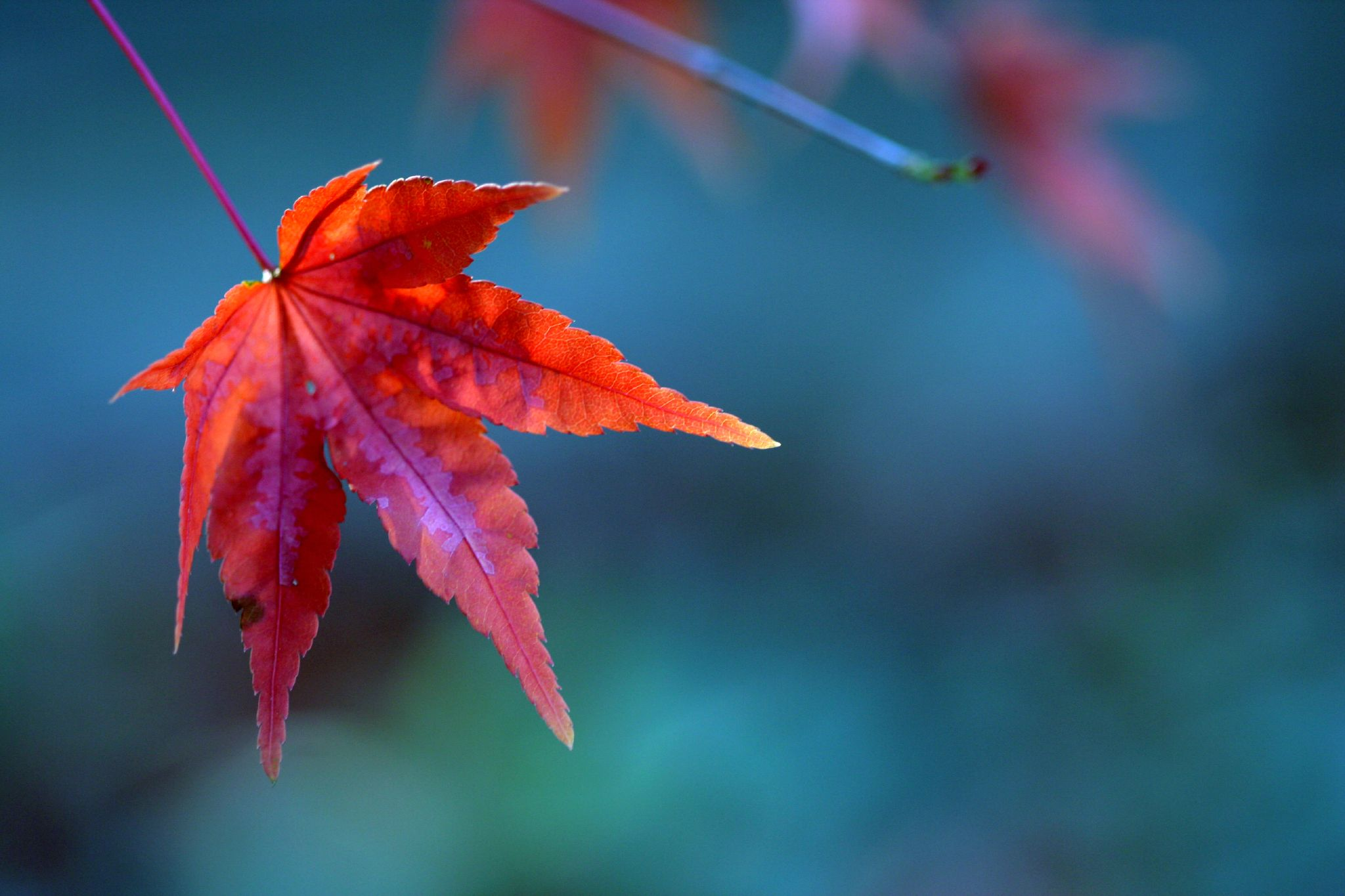
Acer palmatum leaf in autumn